# Осипово (Конаковский район)
О́сипово — деревня в Конаковском районе Тверской области России, входит в состав Первомайского сельского поселения.
Первое упоминание о деревне в картографическом материале датируется 1826 годом (Специальная карта Западной России Шуберта. 10 верстка. Столичный регион.).
Согласно карте Менде Тверской губернии от 1853 года, деревня насчитывала 39 дворов
На Специальной карте Европейской России, созданной Стрельбицким, название деревни пишется как Осипова с окончанием на а.
По данным на 2014 год в деревне насчитывалось 48 домов, нумерация домов с юга на север (вверх по течению реки Созь).
Расстояние по автодороге до районного центра Конаково — 110 км (через паром в Дубне) и 130 км (через Тверь), до центра муниципального образования пос. 1 Мая — 4 км.
Расстояние по автодороге до областного центра Твери — 50 км, до города Кимры — 55 км.
В деревне одна улица с очень плохой грунтовой дорогой, не проездной в распутицу и зимой. Дорожные указатели населенного пункта отсутствуют.
Организованного выезда на ближайшую автомобильную дорогу с твердым покрытием Кимры — Тверь — нет. Официальный въезд в деревню по грунтовой дороге со стороны поселка 1 Мая.
В самом селе и его окрестностях достаточно много змей вида Обыкновенная гадюка.
На въезде в деревню с северной стороны установлен поклонный крест.

## Население
| 2010 |
| ---- |
| 28   |